# Núi Chư HDrông
Núi Hàm Rồng hay còn gọi là Chư HDrông, Chư Hơ Rông, Chư Hơ Drông hay núi Hòn Rồng thuộc địa phận thành phố Pleiku, tỉnh Gia Lai, Việt Nam. Đây là một miệng núi lửa dương, thuộc cao nguyên bazan Pleiku được hình thành trong giai đoạn phun trào núi lửa muộn cách đây < 4 - 0,3 triệu năm.

## Vị trí địa lý:
Tọa độ địa lý: 13°53'10.3"N 108°00'57.1"E. Nằm ở phía nam của Thành phố Pleiku, cạnh ngã ba từ thành phố Pleiku đi Quốc lộ 14 và Quốc lộ 19.
Trong thời chiến, ngọn núi này từng là căn cứ quân sự của Mỹ nhưng từ thời bình đến nay thì đây được chọn làm nơi thu phát sóng viễn thông của cả tỉnh.

## Đặc điểm:

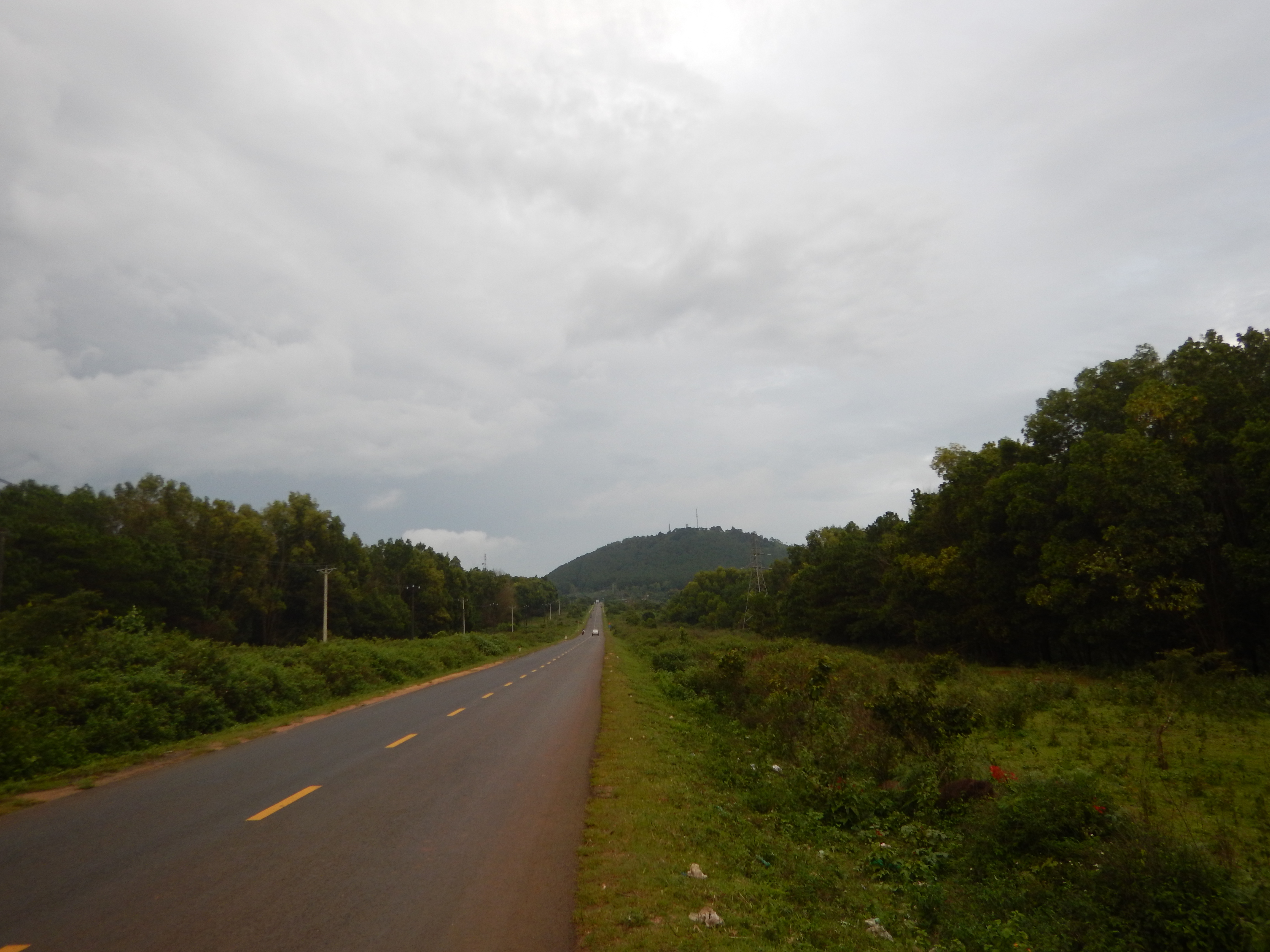
Miệng núi lửa Hàm Rồng, Gia Lai. Ảnh chụp từ QL 14.